# Глава
 За селото в Северна България вижте Глава (село).  
Глава (на латински: caput) е част от тялото на човек или на животно, в която се намира мозъкът, органите на зрението, слуха, вкуса, обонянието и устата. Глава имат гръбначните и насекомите. Главата се е образувала при животните при еволюционния процес на цефализация.
Лицето е предната част на човешката глава, а на животинската – муцуна. При повечето животни главата е съединена с тялото с врат. Вратът позволява на главата да се завърта и я придържа в определена позиция в пространството.

## Етимология
Старобългарски: глава; старославянски: golva.

## Части на главата

### Външни
- коса, кожа, уши;
- лице (или муцуна при животните);
- чело, теме, тил;
- врат – адамова ябълка, гуша.

При животните, птиците и насекомите – хобот, клюн, мустаци.

### Вътрешни
- череп, челюсти, шийни гръбначни прешлени;
- мозък, носоглътка, вестибуларен апарат;